# Jedediah Hotchkiss
Pour les articles homonymes, voir Hotchkiss.

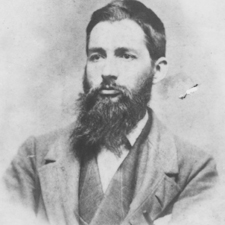
Jedediah Hotchkiss.

Jedediah Hotchkiss est un cartographe américain né le 30 novembre 1828 à Windsor et mort le 17 janvier 1899 à Staunton. Il est connu pour son travail au service de Thomas Jonathan Jackson et de la Confederate States Army durant la guerre de Sécession.